# Pietra di Lenape

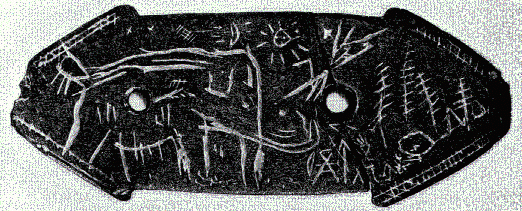
Le due metà della Pietra di Lenape: la linea di frattura può essere
vista correre diagonalmente attraverso il foro più a destra.

La Pietra di Lenape è un pezzo di ardesia trovato nella Contea di Bucks, in Pennsylvania nel 1872, che sembra raffigurare nativi americani che cacciano un mammut lanoso. Questa immagine, tuttavia, sembra essere stata scolpita qualche tempo dopo che la pietra era stata spezzata in due; per questo ed altri motivi è generalmente considerato un falso archeologico.

## Storia
Si dice che la prima porzione della pietra sia stata trovata nella Contea di Bucks da Barnard Hansell, un contadino, nella primavera del 1872. Nel 1881 Hansell vendette il frammento a Henry Paxon, un giovane interessato ai manufatti dei nativi americani. Pochi mesi dopo, Hansell riferì di aver trovato il secondo pezzo della pietra nello stesso campo in cui aveva dissotterrato il primo.
Una volta che i due pezzi furono uniti, furono esaminati dai membri della Bucks County Historical Society, tra cui l'archeologo e storico Henry Chapman Mercer. Nonostante gli indizi che mettevano in dubbio l'origine della pietra, Mercer divenne un ardente sostenitore della sua autenticità, un argomento che avanzò nel suo libro del 1885, The Lenape Stone, or the Indian and the Mammoth. Anche Mercer, tuttavia, riconosceva che la natura unica della pietra e la mancanza di prove fisiche (come i campioni di suolo), rendevano impossibile la certezza scientifica.

La pietra è attualmente conservata al Mercer Museum di Doylestown, Pennsylvania.

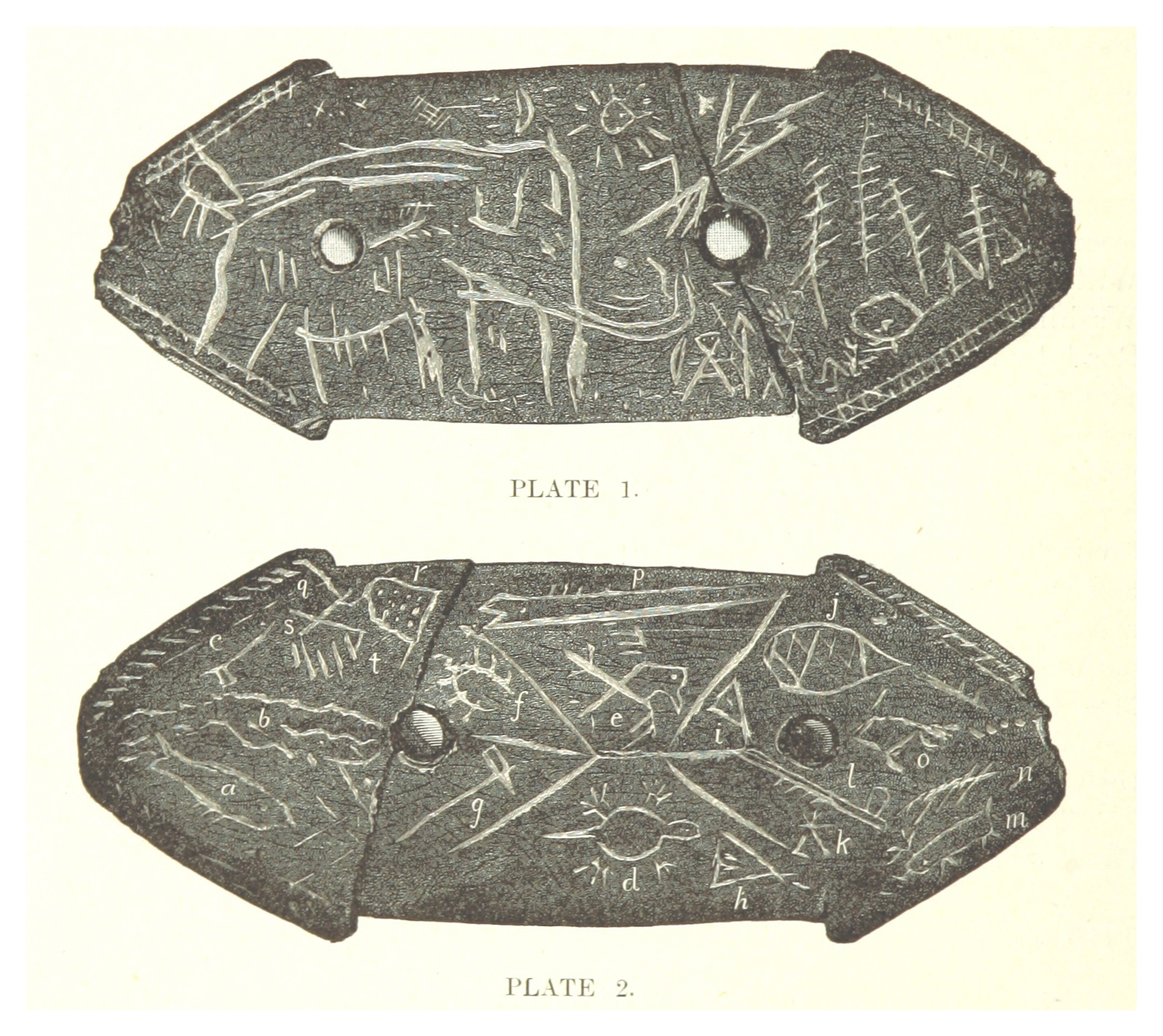
La Pietra Lenape - entrambi i lati

## Descrizione fisica
La Pietra di Lenape è un piccolo pezzo di ardesia, lungo circa 11 cm, e si ipotizza fosse una gorgiera, un tipo di collana ornamentale. A sostegno di questa teoria ci sono i due fori praticati nella pietra che avrebbero permesso di indossarla intorno al collo. La pietra è composta da due frammenti, ognuno dei quali è decorato con chiare incisioni su entrambi i lati; formano un quadro completo quando le due metà sono unite. Su un lato vi sono numerose raffigurazioni di tartarughe, pesci, uccelli e serpenti. Il retro mostra una creatura simile a un elefante, apparentemente un mammut, insieme a figure umanoidi, una foresta, alcuni tepee e altri segni. Le figure umanoidi sono impegnate in battaglia con il mammut e una sembra addirittura esserne stata calpestata.

## Autenticità
Ci sono molte prove contro l'autenticità della Pietra di Lenape. Si pensa che i mammut si siano estinti in Nord America circa 10.000 anni fa, mentre la maggior parte delle gorgiere scoperte negli scavi archeologici hanno meno di 2.000 anni. Inoltre altri manufatti trovati nello stesso campo della Pietra di Lenape portavano intagli stilisticamente simili e questi sono stati tutti datati a circa 2000 anni fa. Non c'erano testimoni per verificare le circostanze in cui è stato trovato uno dei frammenti della pietra e, dopo che la stessa era stata trovata, la pietra fu pulita più volte, rendendo praticamente impossibili i test geologici. Le incisioni su ciascuna metà della pietra sembrano non corrispondere perfettamente, il che potrebbe indicare che sono state realizzate dopo la rottura della pietra. La pietra, quindi, era probabilmente un falso, il cui motivo potrebbe essere stato il denaro, poiché la pietra fu venduta subito dopo la sua scoperta.